# 永泰 (繙譯進士)
永泰（穆麟德轉寫：yungtai），滿洲正白旗人，中國清朝政府官員。於1763年與李宜青同任巡視台灣監察御史。